# Włoski Unabomber
Włoski Unabomber – niezidentyfikowany zamachowiec, który przeprowadził serię zamachów bombowych w regionach Włoch - Wenecji Euganejskiej i Friuli-Wenecji Julijskiej w latach 1994–2006.
Włoski Unabomber umieszczał w miejscach publicznych małe bomby-pułapki, które były zaprojektowane tak, aby detonować po dotknięciu przez przechodnia i poważnie ranić, ale nie zabijać ofiary. Włoski Unabomber został tak nazwany przez międzynarodową prasę w nawiązaniu do Teda Kaczynskiego, amerykańskiego terrorysty i zamachowca znanego jako "Unabomber", ale w przeciwieństwie do niego zamachowiec z Włoch nie deklarował żadnego polityczno-społecznego przekazu. Włoskiemu Unabomberowi przypisano ponad 30 ładunków wybuchowych, w wyniku których wiele osób odniosło obrażenia, w tym utratę palców i kończyn.
28 sierpnia 2006 włoska policja dokonała nalotu na dom Elvo Zornitty, 49-letniego inżyniera, który był obserwowany przez rok z pomocą Federalnego Biura Śledczego Stanów Zjednoczonych. W styczniu 2009 roku, po latach śledztwa, sprawa została umorzona po tym, jak prokuratorzy poprosili o jej oddalenie z powodu braku dowodów. Zornitta otrzymał 300.000 euro jako odszkodowanie za aresztowanie i proces, który zawierał fałszywe dowody.
Do dziś Włoski Unabomber pozostaje niezidentyfikowany. W październiku 2022, na wniosek dziennikarza i ofiary, sprawa została ponownie otwarta przez lokalną prokuraturę, dzięki odkryciu DNA i śladów krwi, których wcześniej nie można było przeanalizować z powodu braku odpowiednich technologii.

## Profil biograficzny

### Pochodzenie pseudonimu
Pseudonim Unabomber został zapożyczony od pseudonimu amerykańskiego terrorysty o polskich korzeniach, Teda Kaczynskiego, sprawcy różnych ataków bombowych na przestrzeni osiemnastu lat. Jednak podobieństwa między włoskim i amerykańskim Unabomberem są niewielkie.
W 2005 roku dyrektor weneckiego wydania dziennika Gazzettino, Luigi Bacialli zaproponował zmianę pseudonimu na obraźliwy Monabomber, który wykorzystywał wulgarne weneckie wyrażenie mona, które odnosi się do żeńskich narządów płciowych i jest potocznie używane jako określenie głupiej osoby. Wybór ten miał oznaczać dystans do oryginalnego Unabombera i miał na celu zdyskredytowanie nieznanego zamachowca, a przynajmniej pozbawienie go satysfakcji, ale pomysł został odrzucony przez innych, którzy uznali go za naruszenie praw dziennikarstwa we Włoszech, które wymagają oddzielenia faktów od opinii.
Nowy pseudonim spotkał się również z dezaprobatą dziennikarzy Gazzettino, którzy uznali go satyrę na ataki i odmówili jego powielania w treści swoich artykułów, przez co nazwa Monabomber została ograniczona do tytułów. Nawet związki dziennikarzy Veneto i Federazione Nazionale Stampa Italiana zdystansowały się od inicjatywy Bacialliego. Zmiana na szczycie redakcji dziennika ostatecznie przywróciła nazwę Włoski Unabomber.

### Działalność
Włoski Unabomber uderzał regularnie, ale nie został uznany za seryjnego mordercę, ponieważ jego działania nie miały na celu zabijania, ale ranienie, nawet jeśli czasami graniczyły ze skutkiem śmiertelnym. Nie powinien być również uznawany za terrorystę, ponieważ działał z niejasnym, nigdy oficjalnie ustalonym, motywem, nie roszcząc sobie prawa do odpowiedzialności za swoje czyny przestępcze i ich znaczenie. Państwo przyznało odszkodowania niektórym ofiarom, jak to zwykle ma miejsce w przypadku ofiar terroryzmu. Pierwsza poważnie ranna kobieta, Anna Pignat, zmarła jednak w 2008 roku nie otrzymawszy odszkodowania. Otrzymały je za to Anita Buosi (90 466 euro), Nadia Ros (38 418) oraz dwie dziewczynki (dziewięcioletnia i sześcioletnia) ranne w 2003 i 2005 roku (odpowiednio 190 455 i 53 786 euro).
Zamachowiec jest poszukiwany za szereg obrażeń ciała o różnym stopniu ciężkości oraz za usiłowanie zabójstwa.

### Profil kryminologiczny
Elementem wyróżniającym włoskiego Unabombera jest niemożność stworzenia precyzyjnego schematu operacyjnego jego ataków. Można jedynie zauważyć pewne osobliwości, takie jak fakt, że najbardziej dotkniętymi miejscowościami były Pordenone i Portogruaro. Można również założyć, że atakowane raczej małe miejscowości niż miasta, aby skuteczniej terroryzować ludność. Wśród wspólnych cech ataków wyróżnia się tendencja do przeprowadzania ich w święta lub w sezonie letnim, w zatłoczonych miejscach odpowiednich do okazji (kościoły w święta religijne, plaże latem, place podczas karnawału). Fakt, że nie popełnił żadnych przestępstw w latach 1997-1999, skłonił niektórych do postawienia hipotezy o przeszkodzie (pobyt w więzieniu za niepoważne przestępstwo, służba wojskowa itp.). Ponadto wydaje się, że dobrze zna terytorium, więc może pochodzić z zachodniego Friuli, a nawet z samego Pordenone. 
Próby profilowania przyniosły opis osoby w wieku od 35 do 50 lat, biorąc pod uwagę długi czas aktywności i wiedzę wykazaną w jego pułapkach. Sposób, w jaki jego urządzenia wybuchowe zostały przygotowane, ujawnia nie tylko doskonałą zręczność i umiejętności w zakresie chemii i inżynierii, ale także obsesyjną dbałość o szczegóły. Biorąc pod uwagę czas potrzebny na przygotowanie takich urządzeń, prawdopodobne jest, że mieszka on samotnie i/lub w odizolowanej okolicy. Nie jest wykluczone, że mógł obserwować niektóre eksplozje z daleka, ale w jego modus operandi nie było tendencji do ekshibicjonizmu lub zamiaru pozostawienia podpisu.
Istnieje wiele hipotez na temat motywów, opartych na fakcie, że większość ofiar została zaatakowana z okazji świąt katolickich lub w miejscach zbiorowych zgromadzeń. Preferowane ofiary nie należą do powtarzających się kategorii społecznych, przeciwko którym mogłaby wystąpić wściekłość spowodowana pogardą, ale ofiarami są zwykli ludzie, a nawet dzieci. Według niektórych psychologów mógł cierpieć z powodu traumy lub upośledzenia, które popchnęłyby go do uderzenia w kogoś, bez celowania w żaden konkretny cel.

### Obecna sytuacja
Ostatni atak przeprowadzony przez zamachowca datowany jest na 6 maja 2006 roku. Możliwe wyjaśnienia zaprzestania działalności obejmują to, że zamachowiec mógł umrzeć, został aresztowany za inne przestępstwo, lub mógł stracić zainteresowanie atakami, bądź zrobił długą przerwę. Są jednak tacy, którzy formułują bardziej wyrafinowane hipotezy, argumentując, że mógł on być na psychoterapii lub nawet na terapii odwykowej. Niektórzy śledczy, tacy jak Domenico Labozzetta, deklarują brak prób profilowania, ze względu na fakt, że dochodzenia nigdy tak naprawdę nie zbliżyły się do osoby odpowiedzialnej za ataki. Niektórzy śledczy uważają jednak, że sprawa Unabombera jest daleka od zamknięcia, argumentując, że lokalne siły policyjne muszą okresowo dokonywać przeglądu sprawy.
Dodatkowo sprawę komplikowało geograficzne rozproszenie ataków, które angażowały aż cztery prokuratury. Inny problem stanowiła rotacja sędziów, która była zbyt częsta w porównaniu z długim czasem trwania dochodzenia w sprawie. W celu przezwyciężenia tych niedociągnięć, spowodowanych również ogólnym oburzeniem po ataku w Fagarè (25 kwietnia 2003) utworzono superprokuraturę, której zadaniem była koordynacja dochodzeń. Specjalne biuro zakończyło się jednak upadkiem, niespodziewanie przytłoczone żenującym wynikiem sprawy Zornitty.

## Śledztwo

### Problematyczne aspekty
Śledztwo w sprawie włoskiego Unabombera od samego początku było obarczone wieloma problemami, z których głównym była niemożność ustalenia motywu. Fakt ten, choć mało istotny z procesowego punktu widzenia, jest jednak kluczowy na etapie śledztwa, gdyż pozwala na ograniczenie poszukiwań do węższego grona podejrzanych.
Problemem okazało się również zawieszenie zamachów bombowych, gdyż choć były one jedynym źródłem wskazówek, to sami śledczy byli przekonani, że incydenty się zakończyły, a śledztwo weszło w fazę uśpienia. Co więcej, śledztwu dodatkowo zaszkodziła seria błędów popełnionych przez samych śledczych i policję, a także liczne przecieki.
Dobra wola stowarzyszeń i zwykłych obywateli, aby pomóc śledczym, w szczególności poprzez ustanowienie nagród, nie była zbyt pomocna. Kiedy zamachowiec uderzył w Fagarè della Battaglia niektórzy zakładali, że działał w ramach zemsty za nagrodę w wysokości 50 tys. euro nałożoną na jego głowę za pośrednictwem gazety Libero przez przedsiębiorcę Giorgio Panto, którego fabryka znajdowała się w pobliżu. Uważa się, że nagrody w tej sprawie są bezużyteczne z powodu nieistnienia zjawiska omerty w tym przypadku.

### Poszlaki
Głównymi wskazówkami w rękach władz śledczych były:
- znaleziska eksplozji i niewybuchów
- DNA pobrane w Parmie z włosów i śladów śliny znalezionych w bombie jajecznej
- częściowy odcisk palca pobrany z jednego z przedmiotów
- profile kryminologiczne zamachowca, czas działania, terytorialność oraz materiały i techniki użyte do wykonania urządzeń

Wiele urządzeń wykonanych przez zamachowca było bombami rurowymi o bardzo prostej konstrukcji. Składały się one z segmentów rur hydraulicznych z dwoma zatyczkami na każdym końcu, wypełnionych mieszaninami związków azotu wykonanych z łatwo dostępnych materiałów: od zwykłych fajerwerków, amunicji myśliwskiej, herbicydów i nawozów sztucznych. Jednak od października 2000 roku urządzenia wybuchowe stały się znacznie bardziej skomplikowane, demonstrując znaczną wiedze techniczną zamachowca, który  użył bardzo trudnego w obsłudze związku, czyli nitrogliceryna. Ten obrót wydarzeń doprowadził również do rozważenia możliwości istnienia wielu podmiotów, które wzięłyby wskazówki od pierwszego zamachowca
Mniejsze wskazówki są reprezentowane przez zeznania naocznych świadków, które również doprowadziły do powstania pewnych szkiców. Niektóre z nich zostały zebrane przy okazji zamachu bombowego na budynek sądu w Pordenone (24 marca 2003), przy okazji którego zbadano również nagrania wideo z systemu bezpieczeństwa. Zwróciły one jednak mylące obrazy, na których wydawało się, że można dostrzec jedynie mężczyznę w ubraniu maskującym z pozornie sztucznymi wąsami.
Abstrahując od motywów, łatwo jest rozpoznać cele zamachowca na podstawie skutków eksplozji, cech ofiar oraz czasu i miejsc ataków. Urządzenia zazwyczaj eksplodują w kierunku osoby, często powodując trwałe obrażenia dłoni (zazwyczaj utratę pierwszych trzech palców) i oczu. Ofiarami są zwykłe osoby, wybrane przypadkowo, czasami dzieci. Jak wspomniano wcześniej, czasy i lokalizacje wykazują wyraźne preferencje dla okresów wakacyjnych i świątecznych i nie wykluczają celów związanych z religią.
Na tej podstawie sporządzono profil zamachowca, wykorzystując doświadczenie ekspertów w polowaniu na seryjnych morderców.

### Śledzone tropy
Początkowo, przy okazji zamachu w Sacile z 21 sierpnia 1994 roku podejrzewano motywy ekoterrorystyczne, ale brak roszczeń zdezorientował śledczych, którzy następnie postawili hipotezę o zaangażowaniu środowisk neonazistowskich. Wraz z pojawieniem się kolejnych incydentów, teza o odizolowanym zamachowcu nabrała kształtu. W czasie pierwszego ataku w Lignano Sabbiadoro, 4 sierpnia 1996, nauczyciel Andrea Agostinis był badany w kontekście hipotezy terroryzmu.
Przerwanie ataków sugerowało, że zamachowiec mógł być amerykańskim żołnierzem stacjonującym w bazie lotniczej Aviano, który tymczasowo zawiesił swoją działalność przestępczą, ponieważ był zaangażowany w wojnę w Kosowie (która miała miejsce w latach 1996 - 1999, czyli w tym samym okresie, w którym zamachowiec nie przeprowadzał ataków) albo włoskim żołnierzem zaznajomionym z materiałami wybuchowymi. Z drugiej strony, zdolność zamachowca do unikania ruchów śledczych dawała również podstawy do podejrzeń, że był on członkiem policji. Żaden z tych tropów nie został jednak potwierdzony.
Śledczy skoncentrowali się na tezie o odizolowanym zamachowcu i na liście podejrzanych, która nie była jednak zbyt obszerna ze względu na brak motywu. Pojawiły się również różne hipotezy, takie jak istnienie wspólników lub naśladowców. Jednak te hipotezy nie przyniosły konkretnych rezultatów. W listopadzie 2022 prokuratura w Trieście ponownie otworzyła sprawę na wniosek dwóch ofiar zamachowca. 19 stycznia 2023 prokuratura objęła dochodzeniem jedenaście osób. Dziesięć z nich było już częścią śledztwa, które zostało później zarchiwizowane. 13 marca 2023 w prokuraturze odbyło się przesłuchanie, podczas którego zlecono przeprowadzenie analiz genetycznych i laboratoryjnych niektórych próbek włosów znalezionych w czasie wydarzeń na szczątkach niektórych bomb, w nadziei na wyśledzenie zamachowca za pośrednictwem krajowej bazy danych. Ustalenia zostaną wydane w ciągu dziewięćdziesięciu dni od daty zlecenia i zostaną omówione podczas następnej rozprawy, która odbędzie się 9 października 2023.

## Osoby objęte dochodzeniem
Podejrzanych w sprawie było wielu. W 2000 roku, śledczy przeszukali około tysiąca nazwisk, które zostały wyselekcjonowane przez wykluczenie za pomocą oprogramowania FBI, które umożliwiało porównanie śladów telematycznych i innych dostępnych danych. Krąg stawał się coraz mniejszy, aż został ograniczony do kilkunastu osób. Od czasu do czasu pojawiały się nazwiska konkretnych osób.

### Andrea Agostinis
5 sierpnia 1996, dzień po incydencie w Lignano, ANSA otrzymała telefon przypisujący ten gest Organizacji Rewolucyjnej 17 listopada, która w tym samym okresie dokonała dwóch ataków w Stanach Zjednoczonych. We Włoszech informacje na temat tej organizacji posiadał Andrea Agostinis, nauczyciel rysunku technicznego z Tolmezzo. Profesor był również dziennikarzem i w dniach poprzedzających wydarzenia w Lignano opublikował szczegółowe dochodzenie w sprawie grupy 17 listopada w gazecie Quotidiano del Friuli. Agostinis zgłosił również roszczenie do ANSA w radiu przed kimkolwiek innym.
Śledczy uznali go za autora rozmowy telefonicznej i nakazali przeszukanie jego domu oraz szkoły w Udine w której pracował. Agostinis otrzymał zawiadomienie o wszczęciu śledztwa i w ten sposób przystąpił do dochodzenia, ale wkrótce okazało się, że poszlaki są niewystarczające i sprawa została zarchiwizowana w 1999 roku. Pozostałe twierdzenia dotyczące organizacji 17 listopada również zostały uznane za fałszywe. W międzyczasie ataki zamachowca ustały.

### Elvo Zornitta
26 maja 2004 inżynier Elvo Zornitta został oficjalnie objęty dochodzeniem, a policja przeszukała jego dom. Jego nazwisko zostało zasugerowane przez inną osobę objętą dochodzeniem. Liczba dowodów (17) przeciwko niemu wydawała się ogromna w porównaniu z innymi podejrzanymi. Głównymi wskazówkami była wysoka wiedza techniczna dotycząca materiałów wybuchowych (do czego Zornitta się przyznał), obszar jego podróży służbowych odpowiadający obszarowi zamachów bombowych, a także znalezienie przedmiotów zgodnymi z tymi używanymi przez zamachowca, w tym niektórych petard bez proszku pirotechnicznego. Podejrzewano również, że Zornitta miał lekkie upośledzenie, cecha często brana pod uwagę w hipotetycznym profilu Unabombera, podejrzenie, które jednak nigdy nie zostało zidentyfikowane. Z tego samego powodu początkowo podejrzewano również jego młodszego brata Giuseppe.
Ten zbiór dowodów nie był jednak wystarczający: podejrzany był pilnie strzeżony, nawet w domu, przez dwa lata, w czasie których zamachowiec atakował regularnie, a przy okazji każdego ataku okazywał się mieć solidne alibi, potwierdzone przez śledczych. Vittorio Borraccetti, ówczesny prokurator naczelny prokuratury w Wenecji, potwierdził w 2011 roku, że w przypadku co najmniej dwóch ataków przeprowadzonych przez zamachowca istniała absolutna pewność co do braku zaangażowania Zornitty. Mimo to śledztwo było kontynuowane w tym kierunku. Zakładano, że w jego imieniu urządzenia podłożyła inna osoba; podejrzenia padały także na jego żonę, a także brata w okresie poprzedzającym wystąpienie z poważnej choroby. Z tych powodów, oprócz Zornitty, testom DNA poddano także jego krewnych i przyjaciół, znajomych i współpracowników, w celu porównania wyników z danymi dostępnymi śledczym. Testy dały wynik negatywny.
10 października 2006 wydawało się, że śledczy znaleźli przytłaczające dowody przeciwko podejrzanemu: zgodność między ostrzami pary skonfiskowanych nożyczek, a nacięciami na blasze urządzenia znalezionego w kościele w Portogruaro. Na nożyczkach przeprowadzono analizę, która przy użyciu metody znaków narzędziowych zdawała się w pełni potwierdzać diagnozę. Odkrycie to przekonało sędziów i ówczesne media.
17 stycznia 2007 prawnik Maurizio Paniz przed sędzią ds. Dochodzeń Wstępnych - Enzo Trauncellitto, obalił wynik ekspertyzy, zakładając, że mały pasek płyty został przycięty tymi samymi nożyczkami po konfiskacie. Kiedy nowe analizy potwierdziły to przypuszczenie, policjant Ezio Zernar został objęty śledztwem, które wykazało, że sfałszował dowody, aby wrobić Zornittę. Wydarzenie to zadało poważny cios śledztwu przeciwko Zornitcie, którego akta zostały zarchiwizowane 2 marca 2009 na wniosek prokuratury. Zernar został skazany w pierwszej instancji i w apelacji na dwa lata pozbawienia wolności za fałszerstwo i oszustwo prokuratorskie. W marcu 2012 Sąd Kasacyjny uchylił wyrok apelacyjny, nakazując ponowne rozpatrzenie sprawy.
W 2010 roku niektóre gazety spekulowały na temat ponownego otwarcia sprawy Zornitty po opublikowaniu nagrania wideo pokazującego inżyniera pocierającego nożyczki jakimś przedmiotem. Czyn ten został zinterpretowany jako opiłowanie, a nożyczki, według śledczych zostały zidentyfikowane z parą, która została zabrana podczas przeszukania, które nastąpiło po wszystkich atakach: działanie, podjęte po otrzymaniu wiadomości o zgodności nożyczek z blachą, wydawało się przyznaniem do odpowiedzialności. Jednak według prawnika Paniza, wideo nakręcone w okresie nadzoru inżyniera było już w aktach wraz z resztą badanego materiału, czyn został przeprowadzony kilka miesięcy po przejęciu nożyczek, a żaden dowód na usunięcie tych nożyczek z tego przejęcia nigdy nie został udowodniony: mogło to zatem polegać na zwykłej konserwacji kilku przedmiotów wciąż znajdujących się w rękach inżyniera.
Sytuacja spowodowana archiwizacją jest taka, że Zornitta jest w takiej samej sytuacji proceduralnej jak każdy inny obywatel: proces przeciwko niemu za zbrodnie zamachowca nie jest wykluczony, ale jednocześnie nie ma powodu, aby go ścigać (technicznie rzecz biorąc jego niewinność nigdy nie została zakwestionowana przez sformalizowane oskarżenia). Zornitta skarżył się na poważne szkody osobiste i majątkowe, w tym utratę pracy, w związku z prowadzonymi przeciwko niemu dochodzeniami i ciągłymi oświadczeniami składanymi przeciwko niemu przez organy śledcze i prasę.
W listopadzie 2014 sąd kasacyjny ostatecznie skazał policjanta oskarżonego o manipulowanie dowodami z blachy. W październiku 2022 Zornitta otrzymał od państwa 300 000 euro odszkodowania.

### Inni podejrzani
Wśród innych osób podejrzewanych o bycie zamachowcem na przestrzeni lat, uwagę prasy zwróciły następujące osoby:
- młody mężczyzna z Aviano, poważnie ranny przez bombę, którą robił, znaleziono u niego instrukcję budowy bomb.
- mężczyzna z Sacile, którego dziewczyna pracowała w hipermarkecie w Portogruaro
- nauczyciel z Pordenone, który pracował w różnych miejscach dotkniętych atakami, choć w innym czasie niż te, w których miały miejsce ataki (2006). Osoba ta była badana w tym samym czasie co bracia Zornitta i z kolei posiadała wspólne przedmioty, które wydawały się być kompatybilne z tymi użytymi w atakach.

## Chronologia wydarzeń

### 1993
- 8 grudnia
  - W dniu Niepokalanego Poczęcia Maryi eksplodowała budka telefoniczna. Był to pierwszy epizod związany ze sprawą.

### 1994
- 21 sierpnia
  - Atak miał miejsce podczas parady ptaków, w której uczestniczyło 50 000 osób w Sacile (niedaleko Pordonenone). Cztery osoby odniosły niewielkie obrażenia od odłamków rozrzuconych przez prymitywną bombę podłożoną na ziemi.
- 17 grudnia
  - Bomba rurowa eksplodowała przed supermarketem Standa w mieście Pordenone. Przez odłamki z witryny sklepowej została lekko ranna jedna dziewczyna[17].
- 18 grudnia
  - W czwartą niedzielę Adwentu, trzecia bomba eksplodowała w krzakach w pobliżu cmentarza kościoła parafialnego w Castello w gminie Aviano.

### 1995
- 5 marca
  - W centrum miasta Azzano Decimo zaobserwowano dwie eksplozje bomb podczas Niedzieli Karnawałowej. Detonacje wtopiły się w odgłosy imprezy, lecz nikt nie został ranny.
- 30 września
  - Dwie bomby rurowe eksplodują tego samego dnia, a jedna z nich powoduje pierwsze poważne obrażenia. Pierwsza została umieszczona w pobliżu domu i kosza na śmieci, została podniesiona około 16:30 przez emerytkę Annę Pignat, a kiedy wybuchła, spowodowała bardzo poważne obrażenia kończyn górnych. Druga bomba zostaje podniesiona przez inną kobietę, która nie dostrzegła niebezpieczeństwa i zabrała ją do domu. Następnego dnia, dowiedziawszy się o pierwszym epizodzie, umieściła nienaruszoną rurę na swoim rowerze i przekazała ją karabinierom. Wojskowi zdetonowali urządzenie, tracąc możliwość wysłania go do analizy.
- 11 grudnia
  - Bomba eksplodowała w Akwilei w budce telefonicznej.
- 24 grudnia
  - Bomba eksplodowała w Latisanie.
- 26 grudnia
  - Bomba eksplodowała w nadmorskim kurorcie w Bibione.

### 1996
- 2 kwietnia
  - Bomba eksplodowała w Claut.
- 22 kwietnia
  - Bomba eksplodowała w Bannia di Fiume Veneto.
- 4 sierpnia
  - W Lignano Sabbiadoro, w parasolu otworzonym przez turystę, znalazła się bomba rurowa. Mężczyzna po zobaczeniu spadającego przedmiotu podniósł go. Bomba eksplodowała, powodując poważne obrażenia prawej ręki i przecięcie tętnicy udowej. Turysta stracił przytomność i został przewieziony na izbę przyjęć, gdzie podjęta została decyzja o przeniesieniu go intensywną terapię do szpitala w Udine, w celu pilnej operacji z powodu silnego krwawienia. Rura miała ok. 18 cm długości i 3 cm średnicy i była owinięta w gazetę[18]. Incydent wywołał panikę wśród ludności i wczasowiczów w okolicy.
  - Ratownik w kurorcie w Bibione zabiera rurę o długości około 20 cm, zanosi ją koledze, a ten odkręca jeden koniec, z której wydobył się silny płomień. Mężczyzna nie dostał żadnych obrażeń, oraz wyrzucił rurę do kosza na śmieci. Po incydencie w Lignano Sabbiadoro ten sam ratownik postanawiał odzyskać rurę i dostarczyć ją karabinierom[19].

### 2000
- 6 marca
  - W San Vito al Tagliamento seria ataków zostaje wznowiona. Pierwszy incydent nie miał żadnych konsekwencji, ale był to pierwszy raz, gdy bomba udawała nieszkodliwy przedmiot, oraz pierwszy atak na dzieci. W karnawałowy poniedziałek, w puszce z aerozolem znaleziono niewybuch[20].
- 6 lipca
  - Bomba rurowa eksplodowała na plaży w Lignano Sabbiadoro, raniąc byłego policjanta i doprowadzając go do śpiączki. Urządzenia było wyposażone w minutnik aktywowany ruchem. Spust różnił się od poprzednich, a bomba została zaprojektowana tak, aby była odporna na wodę. W chwili wybuchu ofiara była ze swoją wnuczką; później okazało się, że na dotkniętym odcinku plaży mieszkała kolonia dzieci. Po raz kolejny wywołuje to panikę w środku sezonu kąpielowego[21][22].
- 13 września
  - Bomba eksplodowała w Santo Stino di Livenza w winnicy podczas zbioru winogron, lekko raniąc kobietę w piętę.
- 31 października
  - Bomba umieszczona w jajku w supermarkecie Continente w Portogruaro zostaje odkryta przez mężczyznę, który kupił karton jaj. Gdy zobaczył w środku druty nabrał podejrzeń i dostarczył produkt saperom. W ugotowanym, opróżnionym i umiejętnie zrekonstruowanym jajku zostaje odkryte urządzenie. Co więcej, w jajku znajdują się dwa ślady biologiczne: włos i ślina, w których znaleziono DNA[23].
- 1 listopada
  - W Santo Stino di Livenza, w tej samej winnicy co poprzednim razem, zostaje odkryta bomba.
- 7 listopada
  - W Portogruaro tubka pomidorów kupionych w hipermarkecie eksploduje, raniąc kobietę, pracownicę Nadię Ros, która doznaje poważnych obrażeń ręki. Również w tym przypadku atakujący zadziałał zręcznie, wprowadzając bombę z dolnego szwu paczki, a następnie idealnie ją zamykając, podczas gdy zakrętka wydawała się być szczelna. Funkcjonariusze organów ścigania przeszukali hipermarket wykrywaczem metalu, ale nie znaleźli niczego podejrzanego[23].

### 2001
- 2 listopada
  - 63-letnia kobieta zostaje ranna w wyniku wybuchu świecy wotywnej na cmentarzu w Motta di Livenza. Eksplozja powoduje bardzo poważne obrażenia jej dłoni i prawego oka[24].
- 17 listopada
  - W Portogruaro bomba zostaje odkryta w tubce z sosem majonezowym przez klienta i bezpiecznie rozbrojona przez saperów.

### 2002
- 23 lipca
  - W Porcii, w kuchni wybuchł słoik Nutelli. Obecna tam kobieta nie została zraniona[25]. Metoda ataku prowadzi śledczych do podejrzeń, że celem było dziecko.
- 2 września
  - Dziecko zostało ranne podczas otwierania butelki z roztworem baniek mydlanych w Pordenone. Obrażenia nie są poważne, ale wydarzenie sprawiło ogromne wrażenie na opinii publicznej[26].
- 2 listopada
  - Kobieta z Cordignano straciła kciuk i dwa palce podczas korzystania z tubki z pastą pomidorową w swojej kuchni.
  - Bezimienna kobieta z okolic Wenecji odkryła niezwykle ciężką i twardą tubkę majonezu, którą kupiła w supermarkecie. Policja odkryła w niej prymitywny ładunek wybuchowy.
  - Mężczyzna zgłosił na policję, że jajko, które kupił na lokalnym targu zostało naruszone. Nie odniósł żadnych obrażeń. Włoska policja znalazła włos i ślady śliny w taśmie samoprzylepnej na pudełku z jajkiem i pobrała próbkę DNA.
- 25 grudnia
  - W Cordenons podczas mszy o północy w dzień Bożego Narodzenia wybuchła rura nad konfesjonałem w kościele. Kilku saperów w cywilu obecnych na uroczystości ewakuowało budynek i nakazało kontynuowanie uroczystości plenerowych. Nie było rannych.

### 2003
- 24 marca
  - Bomba eksploduje o godzinie 12:23 w toalecie Pałacu Sprawiedliwości, na drugim piętrze, tuż obok gabinetu prokuratora Domenico Labozzetty, który prowadził śledztwo w sprawie Unabombera. Śledczy mieli nadzieję na odkrycie osoby za to odpowiedzialnej, dzięki systemom bezpieczeństwa, w szczególności dzięki materiałom z kamer monitoringu, które jednak były bezużyteczne ze względu na zużycie taśm[27].
- 25 kwietnia
  - Dwie dziewczynki w San Biagio di Callalta odniosły obrażenia, gdy trzymały w ręku pisak z pułapką. Jedna dziewięciolatka straciła trzy palce i doznała obrażeń oka[28].

### 2004
- 2 kwietnia
  - Sprzątaczka w kościele odkrywa dziwny przedmiot ukryty w poduszce klęcznika i dostarcza go proboszczowi. Ksiądz i osoby postronne nie rozpoznały zagrożenia, mylą interpretując go jako zapalniczkę. Proboszcz zatrzymał przedmiot na plebanii, myśląc, że to żart primaaprilisowy, ale współpracownik nabrał podejrzeń i przekazał go policji. Okazało się, że jest to bomba nitroglicerynowa. Podejrzewa się, że miała wybuchnąć, gdy kolana zostałyby przyciśnięte do poduszki. W maju następnego roku siły porządkowe po raz pierwszy przeszukały dom Elvo Zornitty.

### 2005
- 26 stycznia
  - Kinder Niespodzianka umieszczona na ulicy w Treviso eksplodowała po tym, jak została kopnięta przez przechodzących uczniów. Żadne z dzieci nie odniosło obrażeń[29]. Atak miał miejsce w pobliżu sądu w Treviso i mógł mieć na celu zastraszenie tamtejszych śledczych.
- 13 marca
  - Trójka dzieci została ranna, gdy jedno z nich próbowało zapalić elektryczną świecę podczas mszy w kościele w Motta di Livenza. Dziewczynka włożyła monetę i przekręciła uchwyt, aby uruchomić świecę, a mała bomba eksplodowała, raniąc jej lewą rękę i dwie osoby postronne.
- 16 marca
  - Bomba została znaleziona w małej skrzynce na ryby, która miała być zaopatrzeniem humanitarnym wysłanej do Rumunii z wioski z Concordia Sagittaria.
- 9 lipca
  - Niewybuch został znaleziony pod siedzeniem kobiecego roweru w Portogruaro, który został porzucony przed stacją kolejową kilka dni wcześniej. Bomba prawdopodobnie nie wybuchła z powodu awarii elektrycznej baterii bomby, spowodowanej intensywnymi opadami deszczu w poprzednich dniach.

### 2006
- 6 maja
  - Massimiliano Bozzo, 28-letni pielęgniarz z Mestre, spacerując ze swoją dziewczyną w pobliżu ujścia rzeki Livenza, znalazł butelkę najwyraźniej zwierającą wiadomość. Butelka zawierała również ładunek wybuchowy, który eksplodował uszkadzając jego lewą rękę, w wyniku czego stracił kciuk[30].

### 2009
- Styczeń
  - Podejrzany Elvo Zornitta zostaje uniewinniony[31].

## Podobne przypadki
Biznesmen Giovanni Vantaggiato podłożył bombę w pobliżu liceum w Brindisi w 2012 roku, zabijając ucznia i raniąc innych; wcześniej dokonał ataku bombowego na rywala w pracy. Za takie działania został nazwany Unabomberem z Salento.